# Boerhavia sonorae
Boerhavia sonorae är en underblomsväxtart som beskrevs av Joseph Nelson Rose. Boerhavia sonorae ingår i släktet Boerhavia och familjen underblomsväxter. Inga underarter finns listade i Catalogue of Life.